# Nhà xuất bản Đại học Princeton
Nhà xuất bản Đại học Princeton, tiếng Anh: Princeton University Press, là một nhà xuất bản độc lập có liên kết gần gũi với Đại học Princeton. Nó có nhiệm vụ xuất bản các tác phẩm hàn lâm và xã hội trên quy mô số lượng phát hành lớn.
Nhà xuất bản do Whitney Darrow thành lập, với sự hỗ trợ tài chính từ Charles Scribner, khi họ muốn có một ấn bản in để phục vụ cho cộng đồng Princeton năm 1905. Tòa nhà trụ sở của nó được xây vào năm 1911 trên đường William thuộc Princeton. Cuốn sách đầu tiên được xuất bản là lần xuất bản mới của tập Lectures on Moral Philosophy của John Witherspoon năm 1912.